# Communauté de communes de la Vallée de la Jonte
La Communauté de communes de la Vallée de la Jonte est une ancienne communauté de communes française, située dans le département de la Lozère et la région Occitanie.

## Historique
Elle est créée le 1er janvier 1993.
Le schéma départemental de coopération intercommunale, arrêté par le préfet de la Lozère le 29 mars 2016, propose la fusion de la communauté de communes de la Vallée de la Jonte avec les communautés de communes Florac Sud Lozère et des Gorges du Tarn et des Grands Causses, plus la commune des Vignes à partir du 1er janvier 2017.
Le 31 décembre 2016, Le Rozier quitte la communauté de communes.
Le 1er janvier 2017, la communauté de communes rejoint la communauté de communes Gorges Causses Cévennes.

## Territoire communautaire

### Composition
Elle était composée des six communes suivantes :
| Nom                       | Code Insee | Gentilé         | Superficie (km2) | Population (dernière pop. légale) | Densité (hab./km2) |
| ------------------------- | ---------- | --------------- | ---------------- | --------------------------------- | ------------------ |
| Meyrueis (siège)          | 48096      | Meyrueisiens    | 104,68           | 830 (2014)                        | 7,9                |
| Fraissinet-de-Fourques    | 48065      | Fraissinetais   | 24,30            | 65 (2014)                         | 2,7                |
| Gatuzières                | 48069      | Gatuziérois     | 29,40            | 59 (2014)                         | 2                  |
| Hures-la-Parade           | 48074      | Huriens         | 88,59            | 270 (2014)                        | 3                  |
| Le Rozier                 | 48131      | Roziérois       | 2,03             | 148 (2014)                        | 73                 |
| Saint-Pierre-des-Tripiers | 48176      | Saint-Pierriers | 34,74            | 75 (2014)                         | 2,2                |

### Démographie
| 2011  | 2012  | 2013  |
| ----- | ----- | ----- |
| 1 407 | 1 419 | 1 443 |